# East Arcadia
East Arcadia – miasto w Stanach Zjednoczonych, w stanie Karolina Północna, w hrabstwie Bladen.